# فینلایسون (مینه‌سوتا)
فینلایسون، مینه‌سوتا (به انگلیسی: Finlayson, Minnesota) یک شهر در ایالات متحده آمریکا است که در شهرستان پین، مینه‌سوتا واقع شده‌است.

## خصوصیات
فینلایسون ۷٫۵۶ کیلومترمربع مساحت و ۳۱۵ نفر جمعیت دارد و ۳۳۸ متر بالاتر از سطح دریا واقع شده‌است.